# Пресль, Карел Борживой
Ка́рел Борживо́й Пресль (чеш. Karel Bořivoj Presl; 17 февраля 1794, Прага, — 2 октября 1852, там же) — богемский ботаник.
Всю жизнь прожил в Праге, был профессором в Пражском университете.
В 1817 году осуществил экспедицию на Сицилию.
В 1820 году опубликовал труд «Flora bohemica».
Его старший брат Ян Пресль также был известным ботаником.
Издаваемый в настоящее время Чешским ботаническим обществом научный журнал Preslia назван в честь братьев.